# Venezuela
Venezuela vagy teljes nevén: Venezuelai Bolivári Köztársaság (spanyol: República Bolivariana de Venezuela) ország Dél-Amerika északi részén. Északról a Karib-tenger és az Atlanti-óceán, nyugatról Kolumbia, délről Brazília, északkeletről Trinidad és Tobago, keletről Guyana határolja. Fővárosa és legnépesebb városa Caracas.
Területét Spanyolország gyarmatosította 1522-ben, az őslakosok ellenállása közepette. 1811-ben az első spanyol-amerikai területek egyike lett, amely kikiáltotta a Spanyolországtól való függetlenségét, majd 1830-ban teljesen szuverén országgá vált.
Venezuela fejlődő ország, de a világ egyik legnagyobb kőolajtartalékaival rendelkezik és a világ egyik vezető kőolajexportőre. A vezetés rossz politikája miatt azonban az ország gazdaságának összeomlásához vezetett. Rekord hiperinflációval, alapvető áruhiánnyal küzd, ahol a magas munkanélküliség, a szegénység, a magas gyermekhalandóság, az alultápláltság, a bűnözés és korrupció jellemző problémák. Ezek miatt a 2010-es években több millió ember hagyta el az országot. A Numbeo alapján bűnözés szintjén 2025-ben globális szinten is az egyik legveszélyesebb ország.

## Nevének eredete
A legnépszerűbb és legelfogadottabb változat szerint a kora újkori európaiak közül elsőként az 1499-ben Alonso de Ojeda vezette expedíció ért el a venezuelai tengerpartra. A Maracaibo-tó környékén álló gólyalábas házak az olasz navigátort, Amerigo Vespuccit az olaszországi Velencére emlékeztették, ezért a régiót Veneziolának, vagyis „Kis Velencének” nevezte el.
(A Venecia kicsinyítőképzős alakja spanyolul).

## Földrajza

### Fekvése
Dél-Amerika északi részén terül el. Természetes határa mintegy 2800 km hosszan a Karib-tenger, illetve az Atlanti-óceán partja.
Délen Brazíliával 2200 km-en; kelet felé Guyanával 743 km-en, nyugaton Kolumbiával mintegy 2050 km-en határos.

### Domborzata
Északi részén az Andok vonulatai emelkednek. Legmagasabb pontja az országban a Pico Bolívar (4978 m). Part menti láncát két részre osztja a Barcelonai-öböl: keleten a Cumanai-hegység, míg nyugaton a Karib-hegység foglal helyet. A Karib-hegységben számtalan medence helyezkedik el, melyek közül a legkiterjedtebb a Valenciai-medence. Az Andoktól északi irányban, a partvidéken a Maracaibói-medence lagúnavidéke húzódik, a Maracaibói-öbölben.
Déli részét a Guyanai-felföld 2000 méteres hegyei alkotják. Az Orinoco-tól keletre fekvő felföld  északi része dombvidék, középen hullámos hegyvidék, délen magashegység.
Az Andok és a Guyanai-felföld között ékelődik be az Orinoco-síkság vagy Orinoco-medence.
A partvonal előtt, a Karib-tengerben sorakozó szigetek legnagyobbika Margarita.

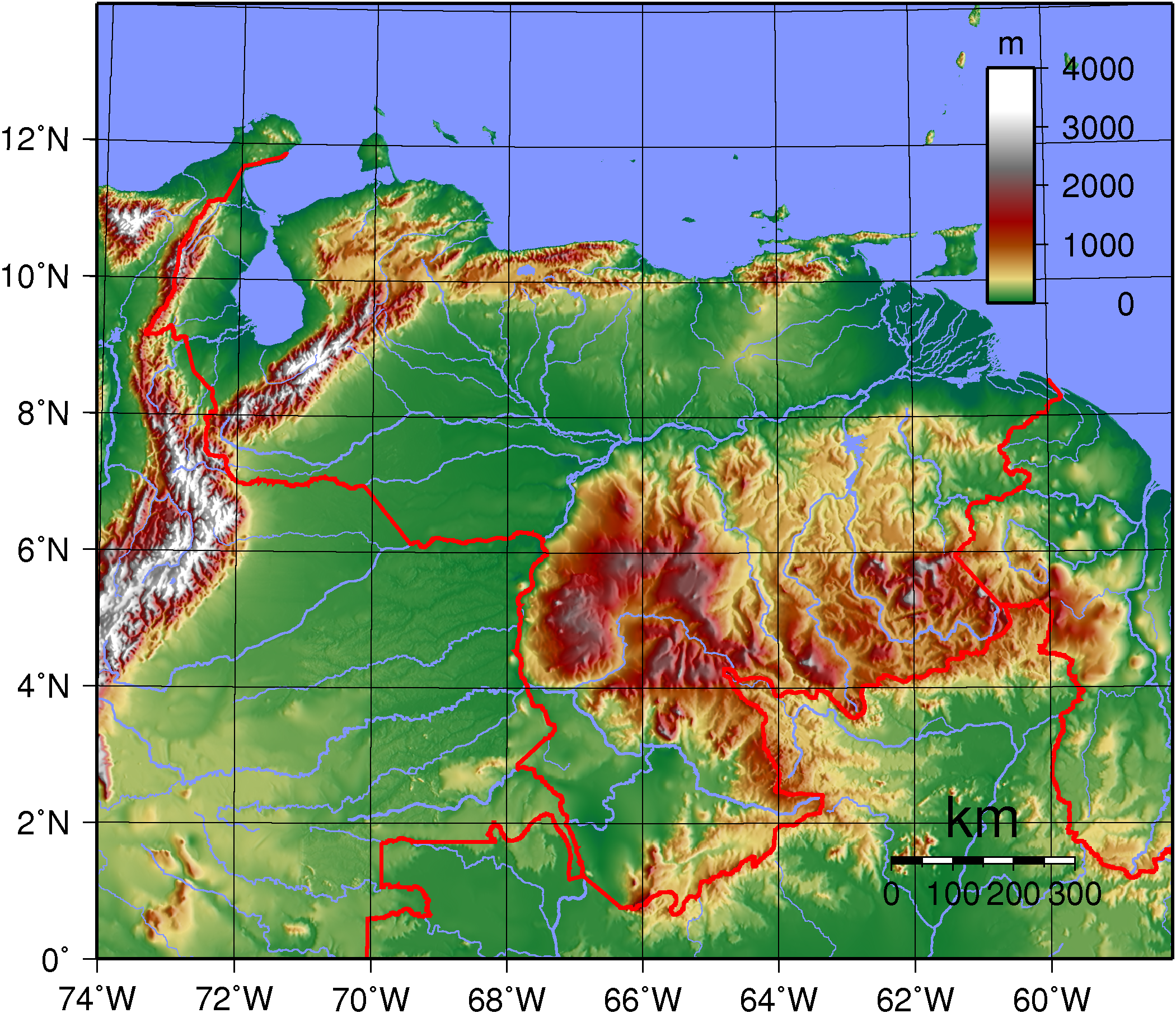
Venezuela domborzati térképe
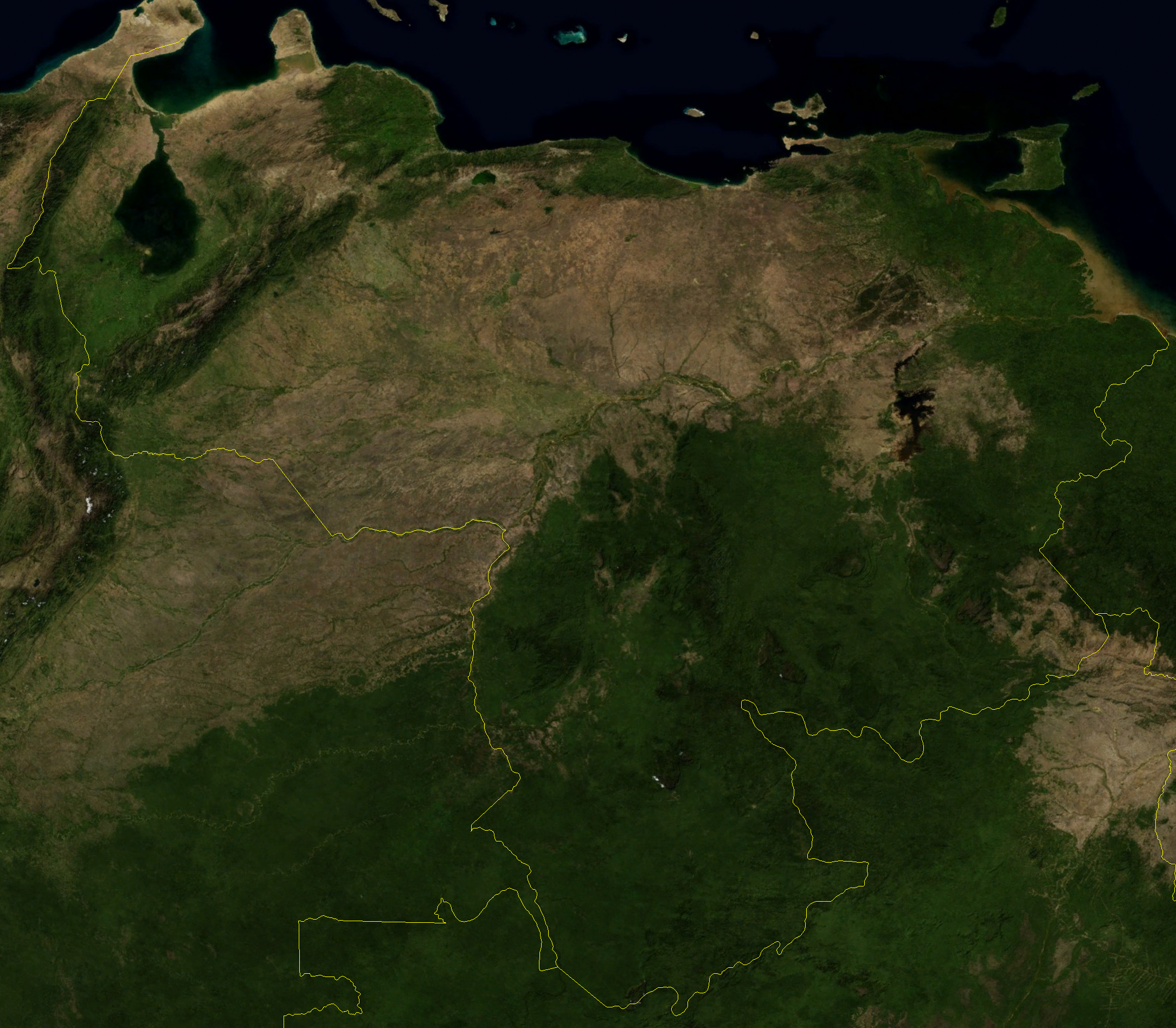
Műholdas képe
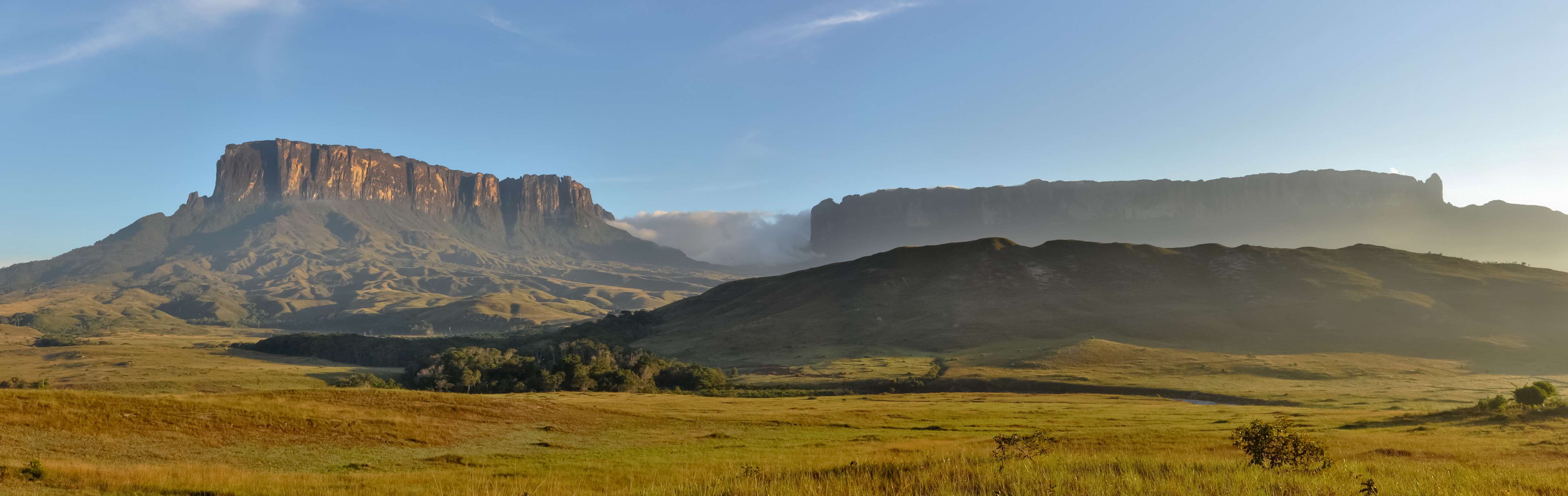
A Kukenan és Roraima tepuí (lapos tetejű, meredek falú táblahegyek)
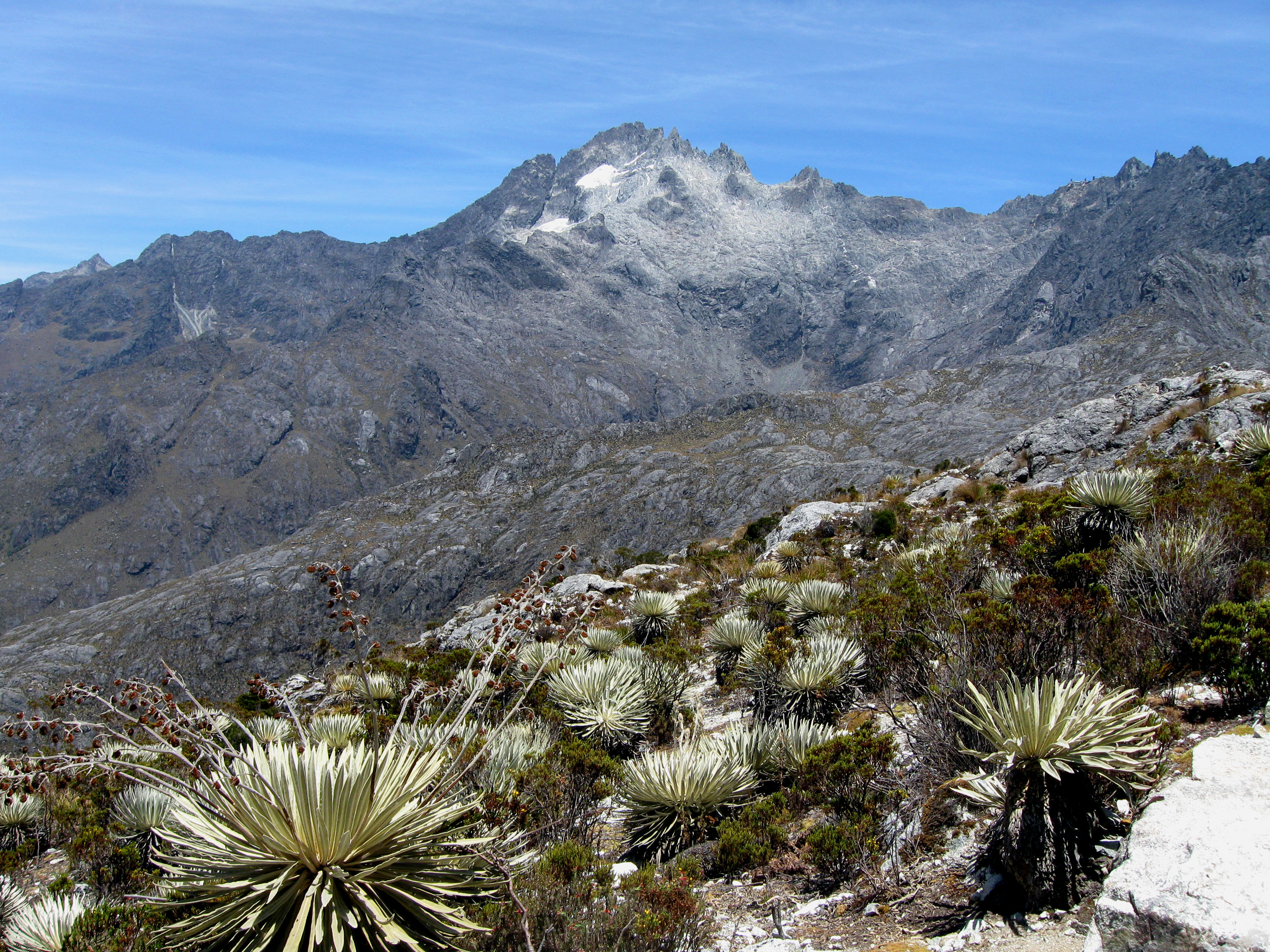
Magashegység, Pico Bolívar
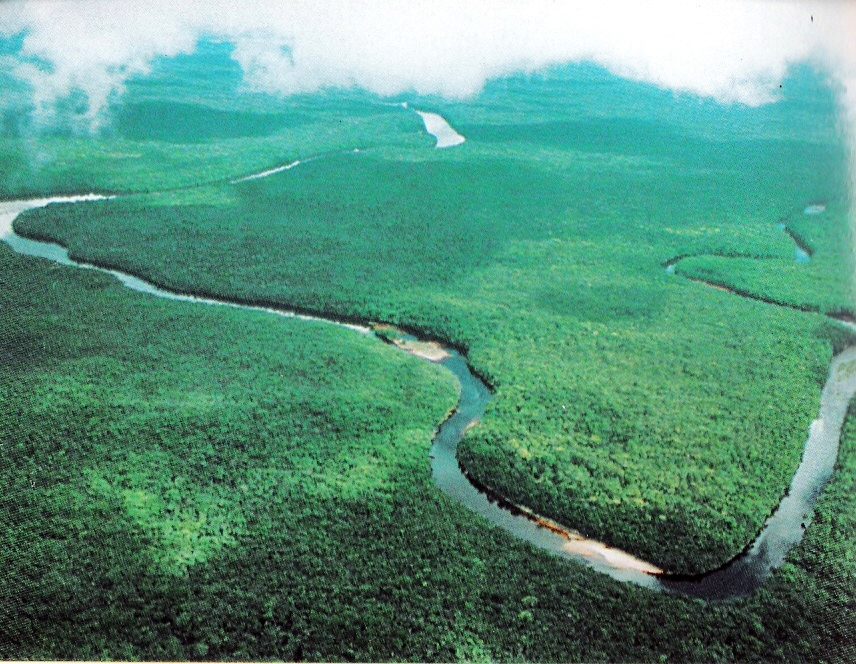
Orinoco-delta

### Vízrajza
A legnagyobb vízgyűjtő az Orinoco (2900 km). Jelentősebb folyók még: a Río Negro (2253 km), a Caroni, az Apure.
A Föld legmagasabb vízesése a 979 m magas Angel-vízesés a Churun folyón (Guyanai-hegyvidék).
Legnagyobb tavai: Maracaibo-lagúna (12 950 km²), Valencia-tó (325 km²).

### Éghajlata
Az országban előforduló éghajlati viszonyok:
- egyenlítői – a Guyanai-hegyvidéken
- trópusi szavanna – az Orinoco mellett
- szavannai – a hegyvidéki medencékben
- féltropikus
- szubtrópusi

Évi középhőmérséklet: 19–27 °C, amelyet főleg a tengerszint feletti magasság befolyásol.
| Caracas   | Maracaibo             | Ciudad Bolívar  |
| Barcelona | Santa Elena de Uairén | Puerto Ayacucho |
| --------- | --------------------- | --------------- |

## Természeti értékei

### Növény- és állatvilága

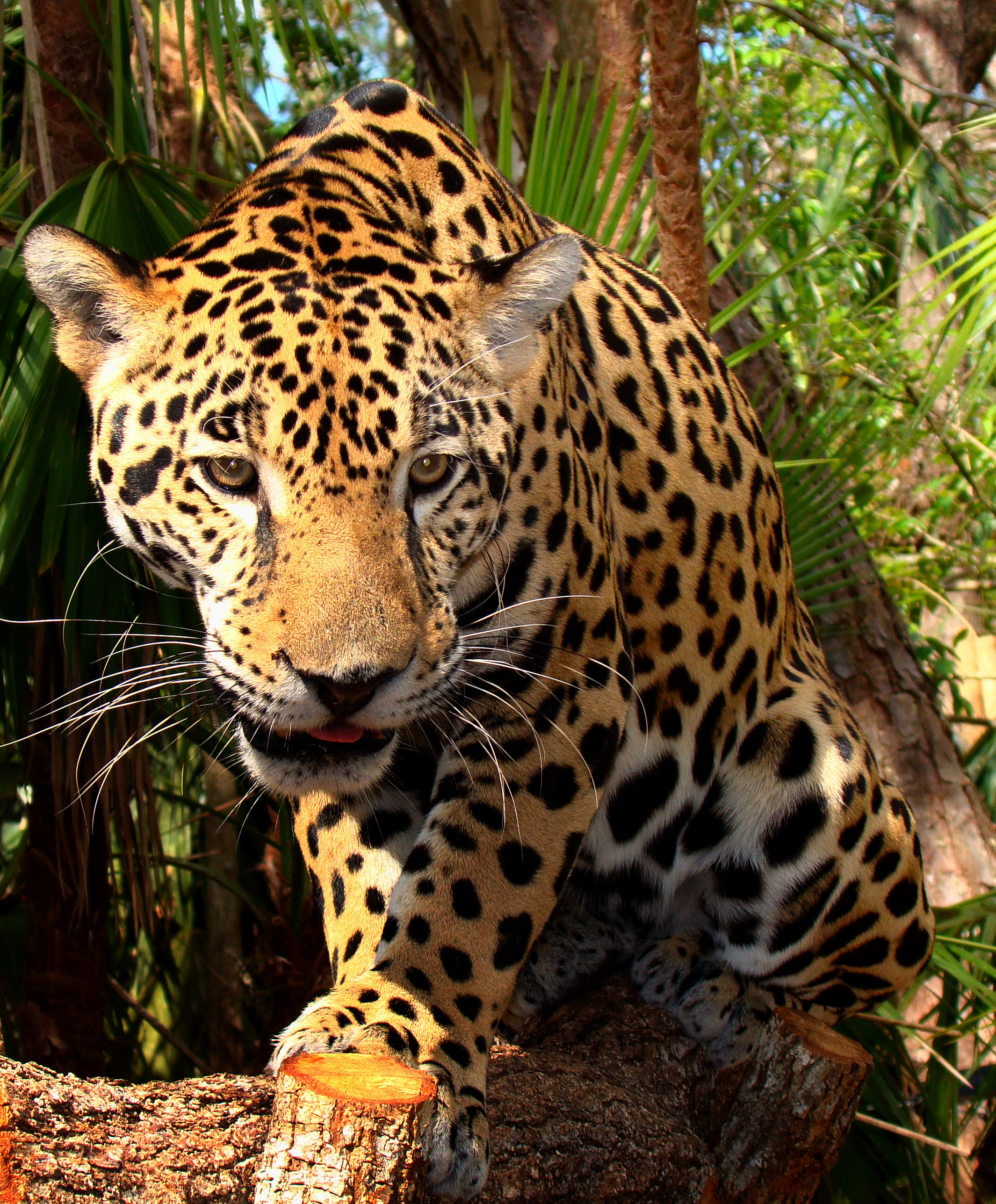
Jaguár
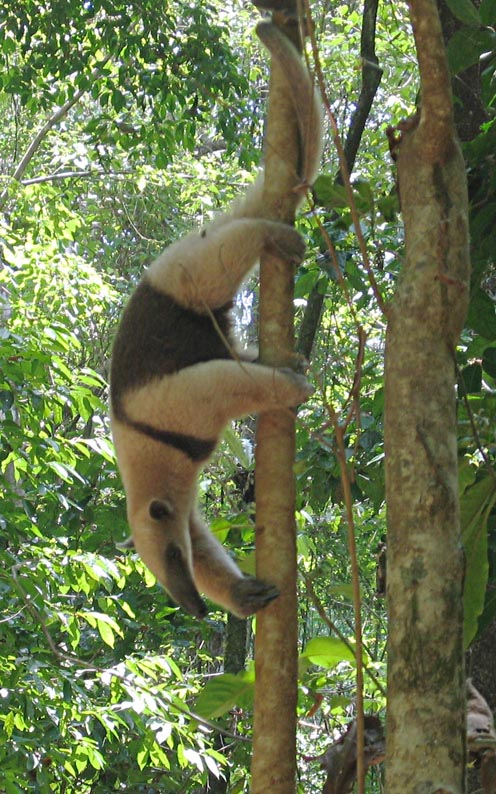
Északi hangyász
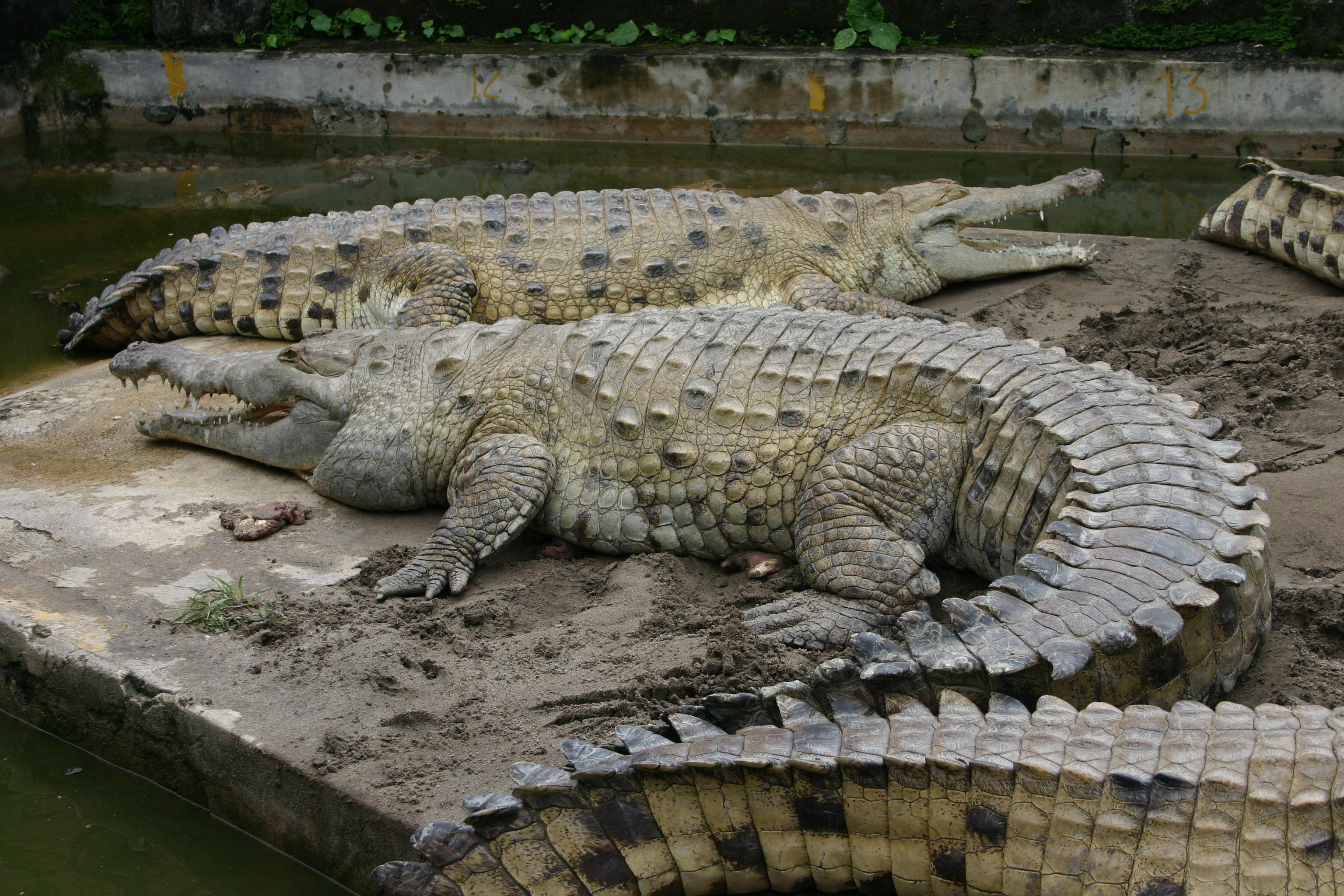
Orinocói krokodil
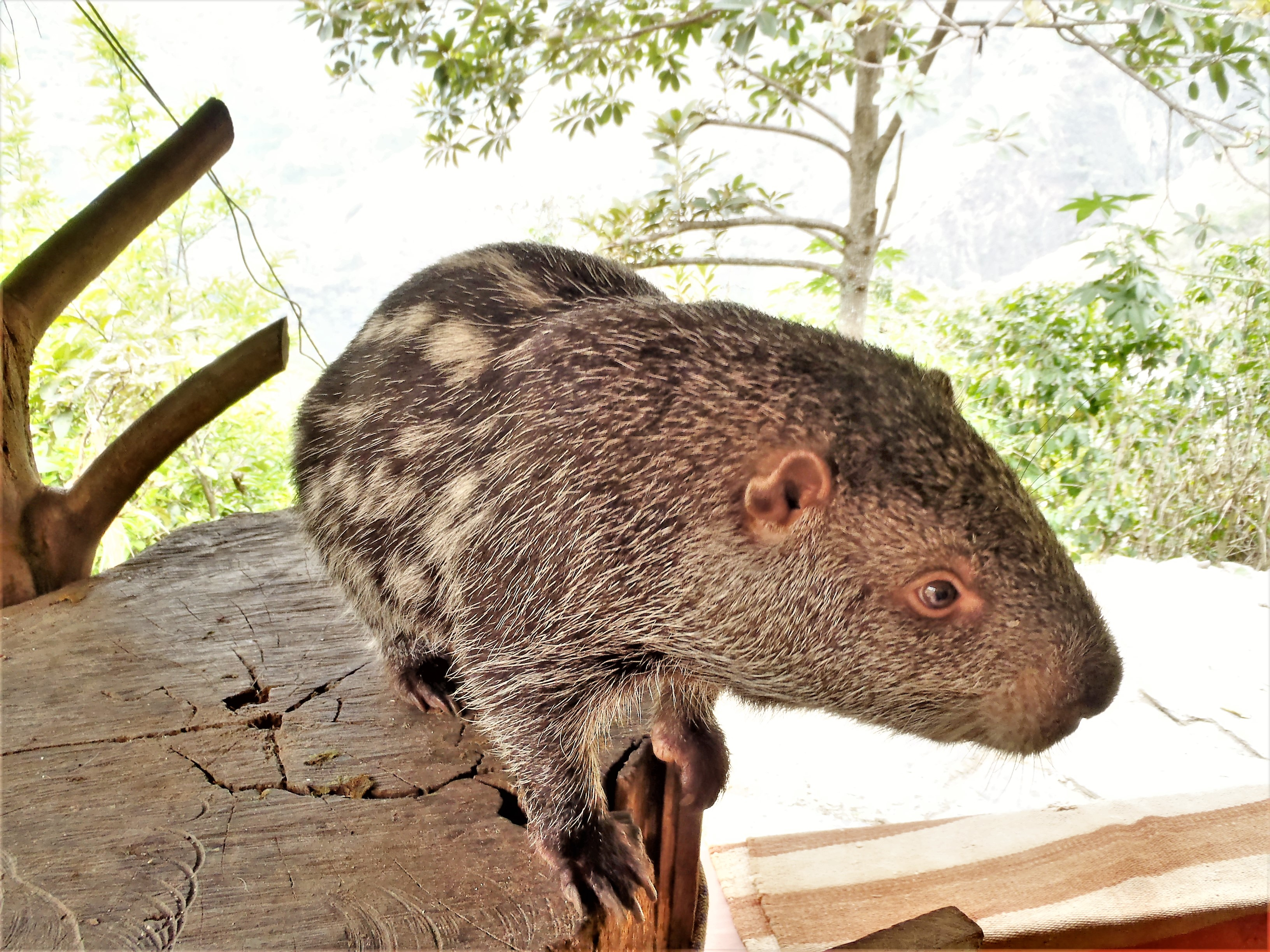
Pakarána
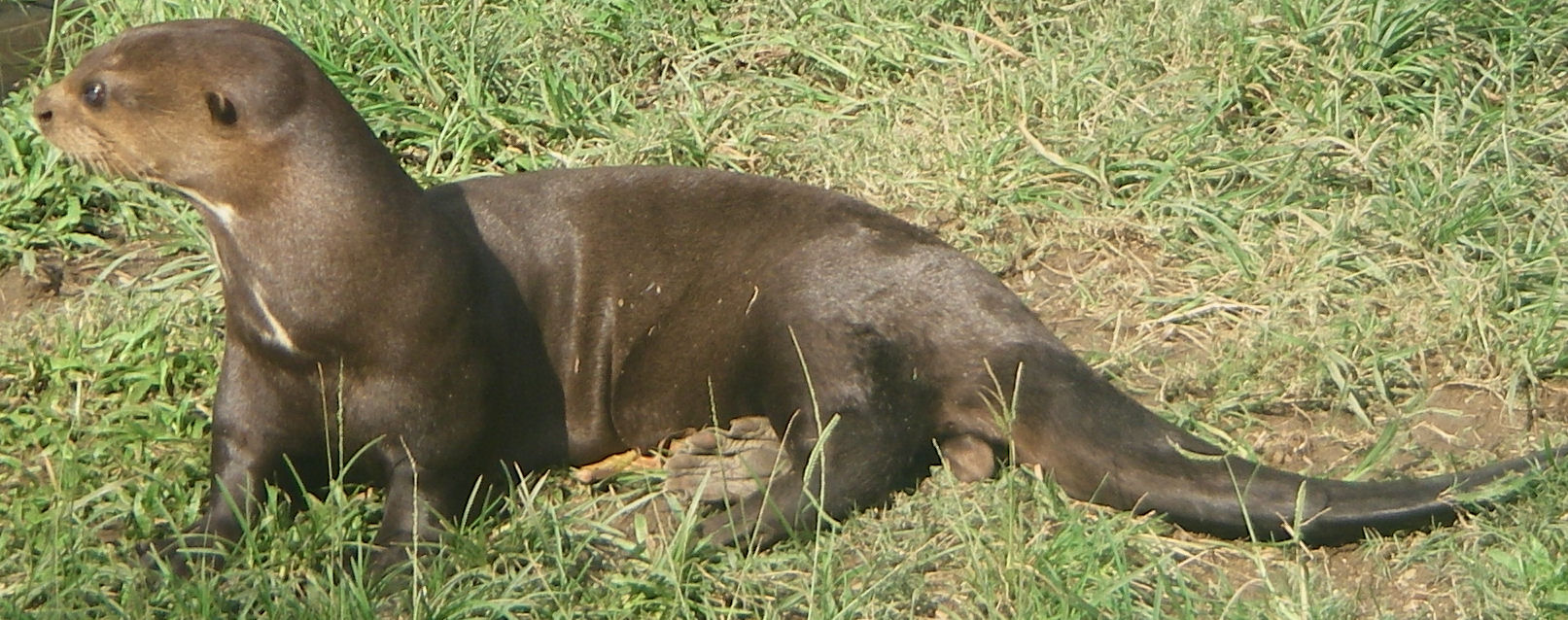
Óriásvidra
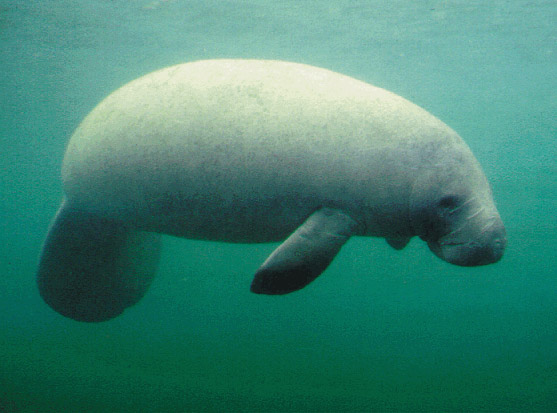
Manátuszfélék
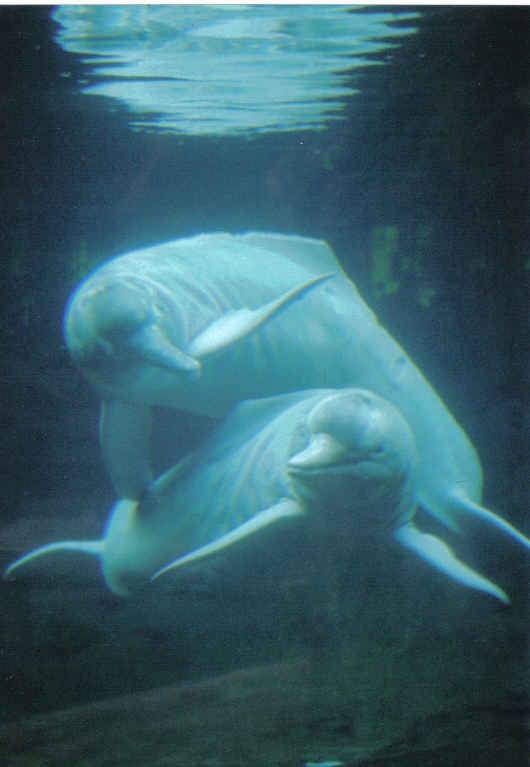
Amazonasi folyamidelfin

### Nemzeti parkjai, természetvédelmi területei
- A Canaima Nemzeti Park a természeti világörökség része

## Történelme
Legalább 15 ezer éve lakja ember a mai Venezuela területét. Ennek bizonyítékai a késői pleisztocénből feltárt szerszámok, nyílhegyek.
A 16. században, amikor megkezdődött Venezuela spanyol gyarmatosítása, a bennszülött népeket tervszerűen legyilkolták. Indián törzsfőnökök (kacikák) megkíséreltek ellenállni a spanyol behatolásnak, de végül vereséget szenvedtek, és ezzel szolgaságba kerültek (amikor a spanyolok rájöttek, hogy a nehéz munkát az indiánok nem tudták végrehajtani kezdtek afrikai fekete rabszolgákat vásárolni és a kolóniákba vinni).

Venezuela betelepítése 1522-ben kezdődött. Ekkor alapították Coro városát, a Spanyol Birodalom első állandó dél-amerikai települését a mai Cumana regióban. Kelet-Venezuelának ezt a részét Új-Andalúziába tagolták. A mai Venezuela legnagyobb része Új-Granada alkirályság része lett a 18. század elején. 1776-ban állították fel az önálló főkapitányságot. Sikertelen felkelések sorozata után Venezuela 1811. július 5-én kiáltotta ki függetlenségét Francisco de Miranda vezetésével, aki résztvevője volt a francia forradalomnak, azután lett Venezuela marsallja. 

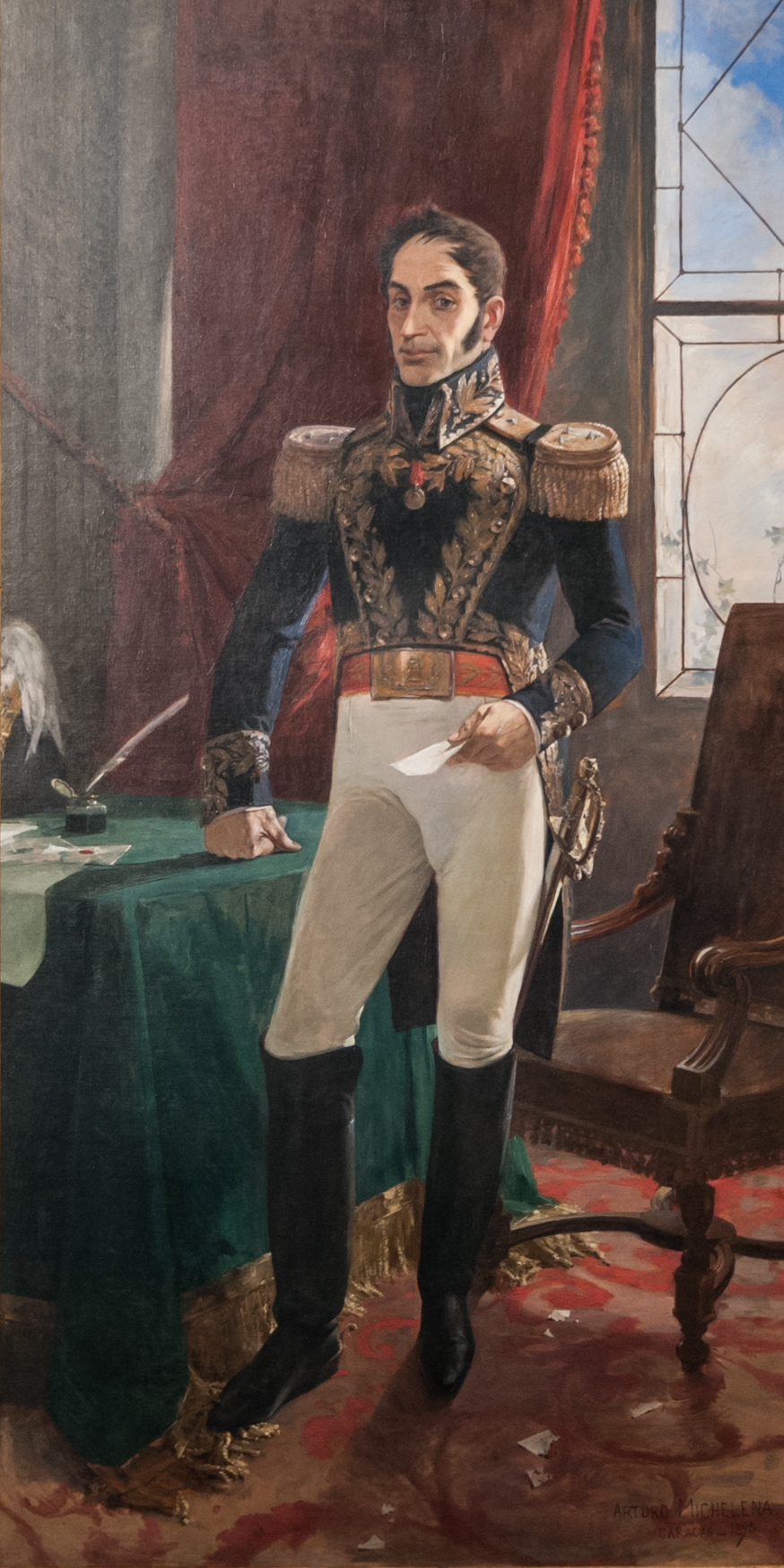
Simón Bolívar

 Caracast 1812-ben földrengés rombolta le, és az új állam ellen felkeltek a venezuelai nagybirtokosok. Mindez hozzájárult az első venezuelai köztársaság bukásához. A második venezuelai köztársaságot 1813. augusztus 7-én kiáltották ki. Néhány hónap után ez is összeomlott.
Az önrendelkezést az ország végül az 1821. június 24-én megvívott carabobói csata után nyerte el. Ezt a csatát Simón Bolívar nyerte José Antonio Páez és Antonio José de Sucre támogatásával. José Prudencio Padilla és Rafale Urdaneta a Maracaibo-tónál vívott csatában győzött 1823. július 24-én, segítve a független Venezuela megszületését. Új Granada kongresszusa Bolívárt bízta meg a granadai hadsereg vezetésével; parancsnoksága alatt az több országot szabadított fel, és megalapította Nagy-Kolumbiát. Sucre, aki sok csatában vett részt Bolívar oldalán, felszabadította Ecuadort, később pedig Venezuela második elnöke lett. Venezuela Nagy Kolumbia része volt 1830-ig, amikor a Páez vezette lázadásban kikiáltották az új Venezuelai Köztársaságot; első elnöke Páez lett.
Venezuelában a 19. században állandó volt politikai forrongás, diktátorok követték egymást. A 20. század első felében "caudillo"-k (puccsista katonatisztek) uralma folytatódott, miközben végrehajtották a legszükségesebb társadalmi reformokat és támogatták a gazdasági növekedést. Juan Vicente Gómez 1935-ös halála után vége lett a caudillismonak, demokratikus mozgalmak arra kényszerítették a katonákat, hogy visszavonuljanak a közvetlen politikai beavatkozástól 1958-ban. Azokban az években Venezuelában demokratikusan választott kormányok követték egymást. Az első világháború idején jelentős kőolajkészletet fedeztek fel az országban. Ez gazdasági fellendülést hozott, amely az 1980-as évekig tartott; 1935-ben az egy főre jutó GDP Venezuelában volt a legmagasabb egész Dél-Amerikában. A második világháború után a globalizáció hatásai és az erőteljes bevándorlás sokrétűvé tette a venezuelai társadalmat. A bevándorlók elsősorban Dél-Európából (Spanyolország, Olaszország, Portugália) és Latin-Amerika szegényebb országaiból érkeztek.
Az 1970-es években és az 1980-as évek elején, a "petrodollár éveiben" a nagyarányú közkiadások, a kormány és a magánszektor külső és belső eladósodása az olajárak 1980-as években bekövetkezett csökkenése idején válságba sodorta Venezuela gazdaságát. Hogy képes legyen teljesíteni fizetési kötelezettségeit, a kormány leértékelte valutáját. A következmény az életszínvonal drámai visszaesése lett. A hibás gazdaságpolitika, a kormány és társadalom egyre nagyobb korrupciója a szegénység kiterjedéséhez vezetett és olyan mértékű bűnözéshez, ami már a politikai stabilitást veszélyeztette. Végül 1992-ben két jelentős puccskísérlet is volt.

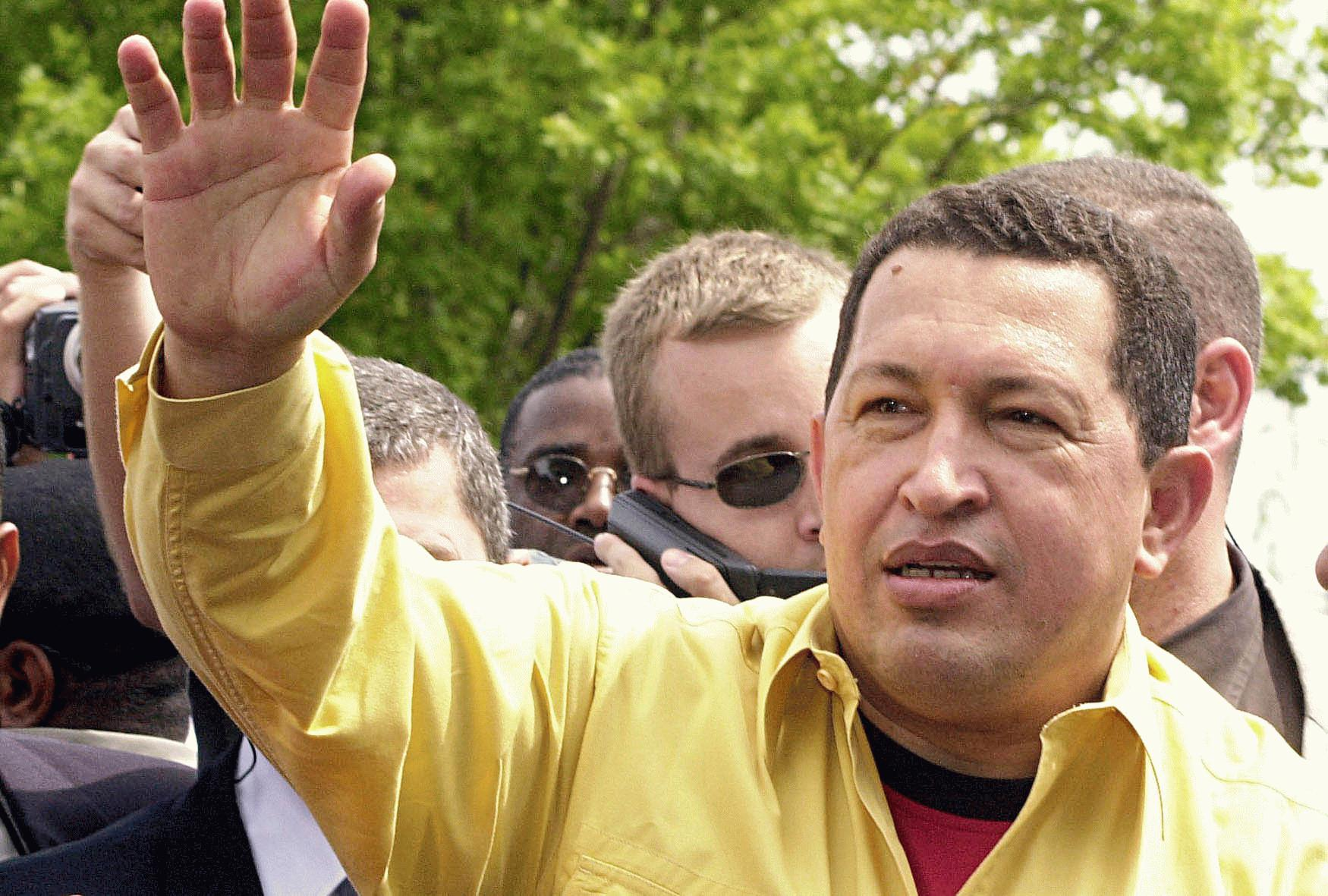
Hugo Chávez,Venezuela 45. elnöke 1999 és 2013 között

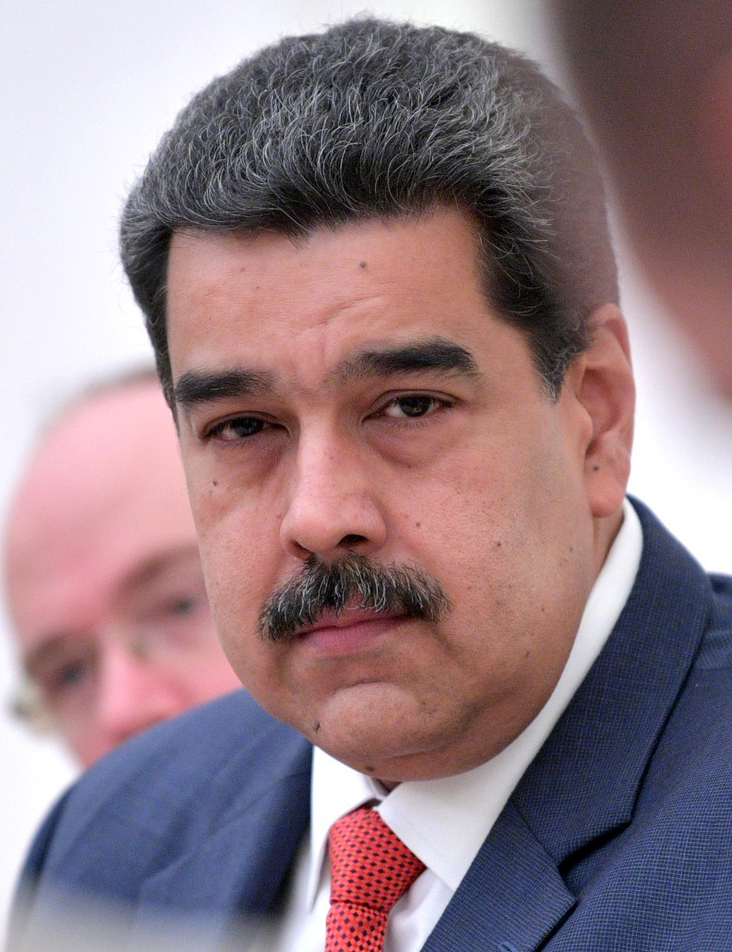
Nicolás Maduro, Venezuela 46. elnöke 2013-tól

1992 februárjában egy korábbi ejtőernyős tiszt, Hugo Chávez megkísérelte megdönteni Carlos Andrés Pérez kormányát, mert dühítették az elnök szigorú gazdasági intézkedései. A puccskísérlet sikertelen volt, Chávezt bebörtönözték. Ugyanazon év novemberében volt egy másik sikertelen puccskísérlet is. A hadsereg forradalmi csoportjai szervezték, céljuk ugyanaz volt, mint Chávez megelőző kísérletének.
1998-ban Hugo Chávezt elnökké választották. Jelentős és vitatott reformokat hajtott végre az alkotmányon, bevezette a „bolivari forradalom” fogalmát.

### 21. század
2002 áprilisában Chávezt átmenetileg megfosztották hatalmától a hadsereg és az üzleti világ jobboldali elemei. A puccs legfőbb oka és célja a legnagyobb, már államosított olajtársaság új felső- és középszintű (korábban a hadsereghez közel álló) vezetőinek  kinevezése ellen kitörő, általános tiltakozó sztrájk támogatása volt.
Chávez 2013-ban betegség következtében elhunyt, utóda az ország élén, korábbi külügyminisztere, Nicolás Maduro lett. Chávez halála után (2013) az ország az államcsőd szélére került. Az utóbbi években a helyzet tarthatatlannak látszik, élelmiszerhiány lépett fel, az infláció hatalmas, a zűrzavar állandósulni látszik. A kormány alig képes fenntartani a rendet és eddig nincs remény arra, hogy a válság mihamarabb megoldódni látszik.
2023-ban Venezuela és a szomszédos Guyana között már 2015 óta zajló területi vita új fordulatot vett. Guyana uralja ugyanis a területének mintegy kétharmadát kitevő, ám viszonylag ritkán lakott Essequibo elnevezésű régiót. Egy Venezuelában tartott, a kérdést érintő referendum szerint a lakosság jelentős hányada támogatja, hogy Essequibo venezuelai segítséggel önálló állammá válljon.
Guyana szerint Venezuela Essequibo annektálására készül. Az egyébként olajban gazdag térségre Venezuela már a 19. században bejelentette igényét, ám egy 1899-es nemzetközi egyezmény azt a Brit Birodalomnak ítélte. Maduro mostanra vitatja az egyezmény jogosságát, míg a guyanai fél történelmileg megalapozatlannak tartja a követelést, lévén nem volt soha venezuelai jelenlét a térségben. A vita kapcsán a sajtó háborús feszültséget emleget, míg guyanai részről meg vannak győződve, hogy Venezuela a kőolaj lelőhelyeket akarja megszerezni. A helyzet komolyságát mutatja, hogy Brazília a venezuelai határon fokozta katonai jelenlétét.
Venezuela ugyan még nem gyakorol semmilyen ellenőrzést Essequibo felett, Maduro viszont már a szavazást követően elkezdte az a legújabb venezuelai szövetségi államként kezelni, s a kormány új térképeket bocsátott ki, az elnök pedig rendeletekben hozott létre irányítószerveket a területre, melyek élére venezuelai tisztségviselőket állított (egyelőre tényleges hatalom nélkül).
A felek egyelőre még tárgyalások útján próbálják rendezni a vitatott terület kérdését. A spanyolajkú latin-amerikai államok közül eddig csak Nicaragua értett egyet Venezuelával az említett kérdésben, más országok ugyanúgy nem támogatják Essequibo elcsatolását.

## Államszervezet és közigazgatás

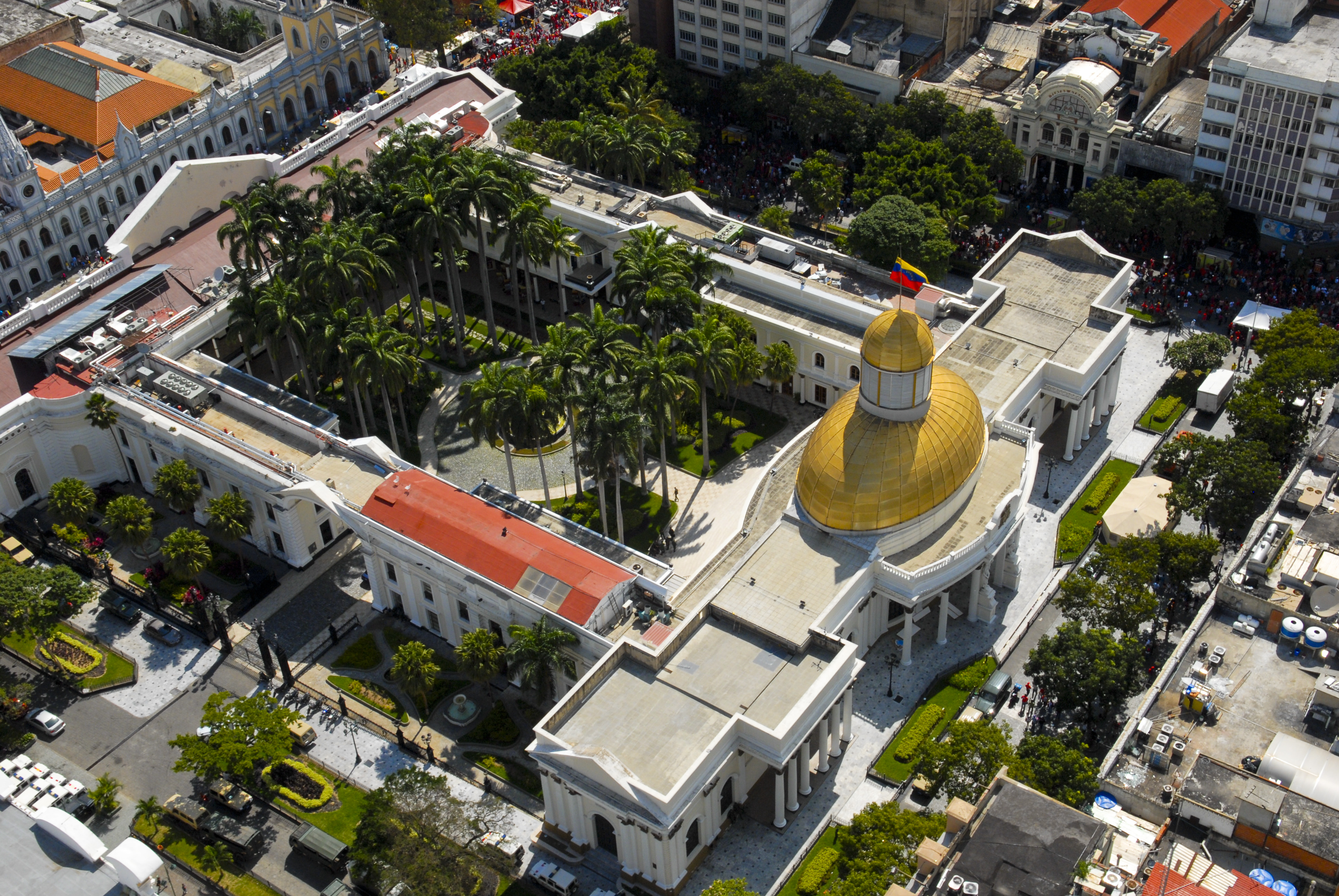
A parlament épülete a magasból, Caracas

### Alkotmány, államforma
Venezuela elnöki rendszerű szövetségi köztársaság. Az elnök államfő és kormányfő is. Hivatali ideje hat év, és (2009-i állapot szerint) az elnök korlátlan számú alkalommal újraválasztható.

### Törvényhozás, végrehajtás, igazságszolgáltatás
Az egykamarás venezuelai parlament az Asamblea Nacional („Nemzetgyűlés”).
A legfelsőbb bírói szerv a Legfelsőbb Bíróság vagy másképp Tribunal Supremo de Justicia, amelynek bíráit a parlament választja tizenkét éves ciklusra.

### Jogállamiság
A 2020-as évek közepén továbbra is elnyomó autokrácia van jelen, amint azt az olyan alapvető demokratikus elvek folyamatos hiánya is bizonyítja, mint a hatalmi ágak szétválasztása, az igazságszolgáltatás függetlensége és a jogállamiság hiánya, valamint az alapvető szólás- és egyesülési szabadságjogok folyamatos korlátozása.

### Közigazgatási beosztás

Venezuela adminisztratív régiói

### Politikai pártok
Negyven éven át volt két fontos erős párt az országban, az AD (Acción Democrática) és a COPEI (Comité de Organización Política Electoral Independiente). Mind a kettő visszaszorult 1998-ban, mikor a Hugo Chávez pártja, a MVR (Movimiento Quinta Republica) megnyerte a választásokat. Vannak más politikai pártok, mint a Primero Justicia (Luis Borges, Henrique Capriles Radonski) és a Un Nuevo Tiempo (Omar Barbosa, Delsa Solórzano).
2007-ben az elnök Chávez, kimondta, hogy egypártrendszert szeretne bevezetni, hasonlóan a régi Szovjetunióhoz. Bár megjegyzendő, hogy az országban demokrácia volt, azaz Chávezt tisztán és demokratikusan választották meg, sőt az egyik választás főfelügyelője Jimmy Carter volt amerikai elnök volt, aki az eredményt szintén elismerte. Legalábbis a venezuelai kormány álláspontja szerint. A volt elnök és felesége által alapított humanitárius szervezet valójában ezt egy 2004-es referendumról állította, hogy a statisztikai adatok alapján nem lehet kimutatni – sem pro- vagy kontra-Chávez oldalról – a szavazatok szándékos és közvetlen manipulálását (az elnök visszahívásáról rendezték). A kritikák miatt később közzétették statisztikai adataikat és megerősítették álláspontjukat. (Más választások – pl. 2018-ban – esetében más álláspontra jutottak.

## Népesség

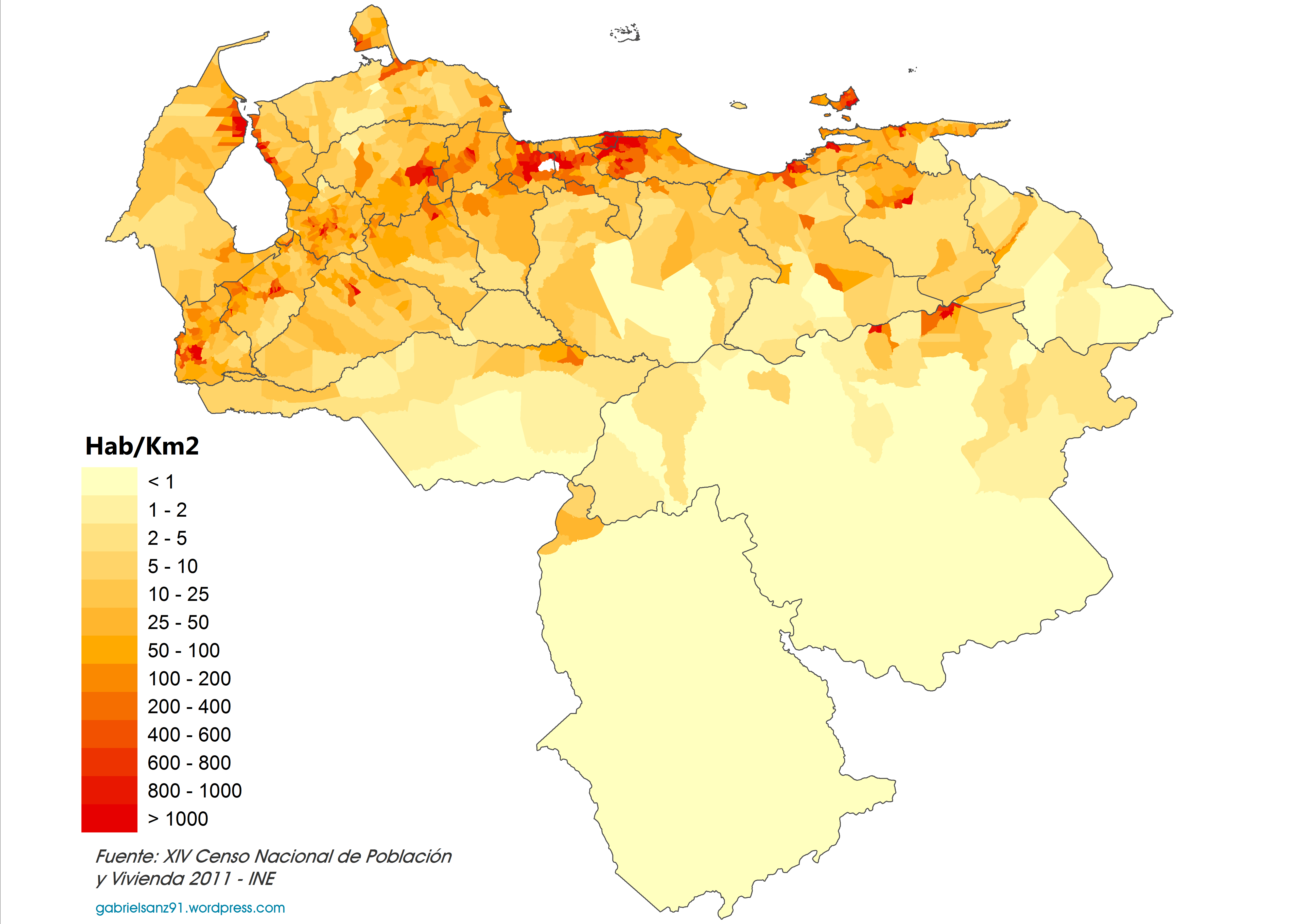
Venezuela népsűrűségi térképe (fő/km²)

### Általános adatok
- Lakosság: 30 206 300 fő (2014)
- Népsűrűség: 26 fő/km²
- Születéskor várható élettartam: nők – 77 év, férfiak – 71 év

A népesség északról dél felé haladva rohamosan csökken. A Guyanai-masszívum Földünk egyik legritkábban lakott tája, népsűrűsége csak 10%-a az országos átlagnak.
Venezuela – Argentína után – Latin-Amerika második legvárosodottabb állama. A 2000-es évek elején Caracas agglomerációjában él minden 7. venezuelai ember, de Maracaibo, Valencia és Barquisimeto lakossága is meghaladja az 1 millió főt. A Caracas körüli hegyoldalakban – és a többi nagyváros peremén is – rengeteg szegény él a maga építette tégla- és hullámlemez viskókban. Majdnem ugyanannyian élnek ezekben a barriókban, mint magában a városban.

### Népességének változása
| Lakosok száma | 7 580 281 | 9 406 598 | 11 478 612 | 14 628 595 | 17 322 754 | 20 218 813 | 23 020 184 | 26 261 326 | 29 043 283 | 28 515 829 |
|               | 1960      | 1966      | 1972       | 1979       | 1985       | 1991       | 1997       | 2004       | 2010       | 2019       |

### Legnépesebb települések

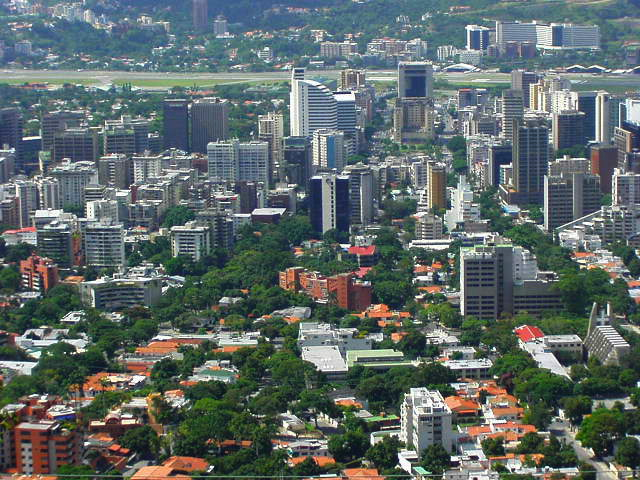
Caracas, városkép

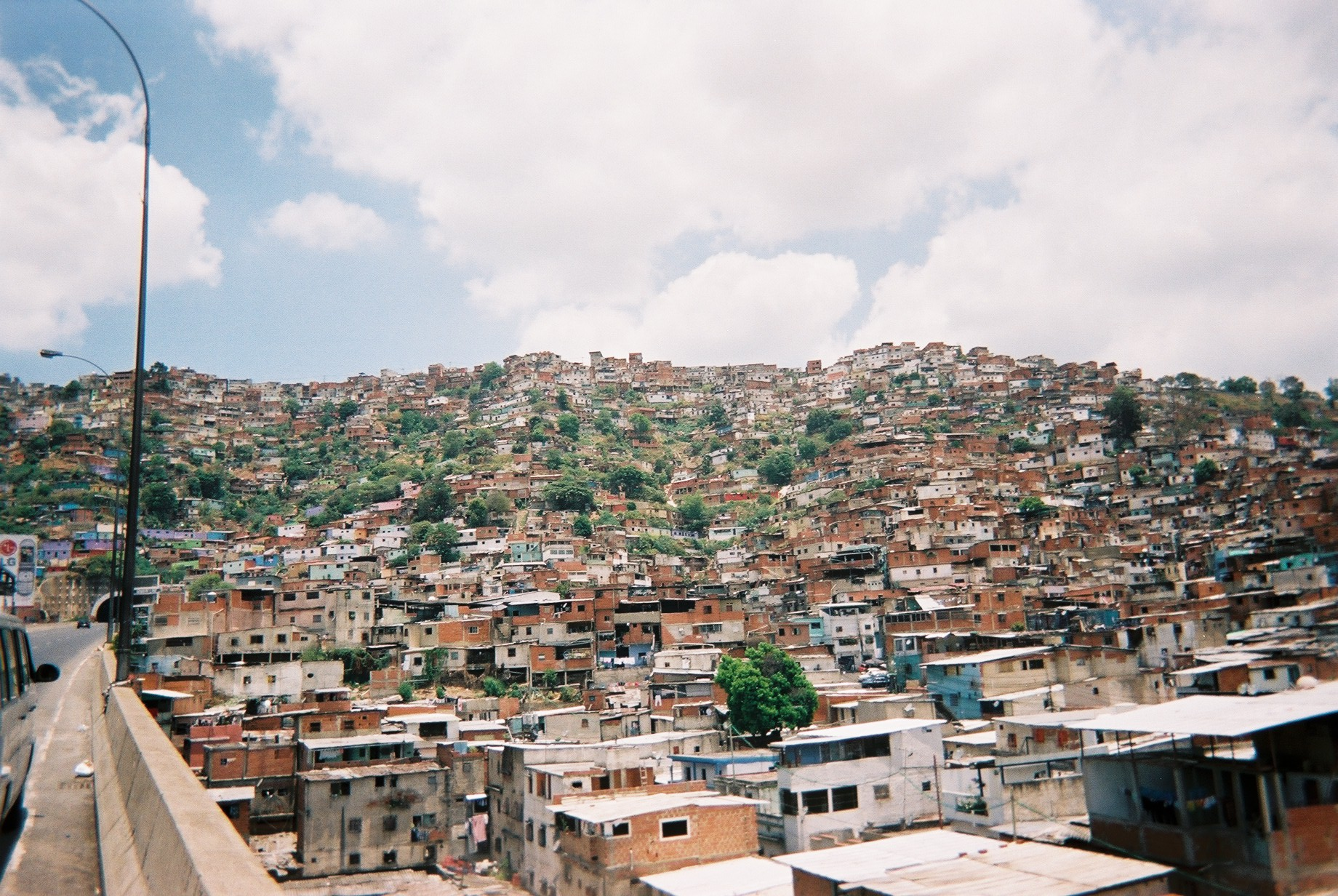
Barrios (szegénynegyed), Caracas

| Város          | Népesség (2017) |
| -------------- | --------------- |
| Maracaibo      | 2.198.200       |
| Caracas        | 2.084.500       |
| Valencia       | 1.557.000       |
| Barquisimeto   | 1.070.600       |
| Ciudad Guayana | 865.200         |
| Maturín        | 496.900         |
| Maracay        | 457.200         |
| Barcelona      | 441.800         |

### Etnikai összetétel
Mesztic 69%, fehér 20%, fekete 9%, indián 2%. [forrás?]

### Nyelvi megoszlás
Az állam hivatalos nyelve a spanyol, ezen kívül 31 őshonos indián nyelvet beszélnek. Ezek között van a guajibo (vagy guahibo), a pemon, a warao, a wayuu, továbbá különböző yanomaman nyelvek.

### Vallási megoszlás
Vallási megoszlás: római katolikus 85%, egyéb 15%. [forrás?]

## Gazdaság
A gazdasági, szociális és politikai válság a 2000-es évek elejétől az országot megbénító sztrájkokba, tüntetésekbe, zavargásokba torkollott. Az ország Hugo Chávez halála (2013) után nemsokára az államcsőd szélére került.
Venezuela egész gazdaságát és exportjának nagy részét egyetlen termékre, a kőolajra alapozza. A kivitele értékének mintegy 4/5-ét a nyersolaj, a finomított olajtermékek és a földgáz szolgáltatják. A kőolajipar mellett szinte eltörpülnek a gazdaság más területei. 2014-ben például az ország bevételeinek 96%-a származott az olajjal kapcsolatos bevételekből. Bár az utóbbi évtizedekben nőtt a vasérc- és földgázbányászat jelentősége, fokozták a vegyészet és a gépipar kapacitását, még mindig nem elegendő mértékben.
A 2014–2016-os olajárválság során több mint 70%-kal visszaeső olajárak miatt súlyos gazdasági visszaesés alakult ki az országban. 2016 januárjában a Maduro-kormány "gazdasági vészhelyzetet" hirdetett. A gazdasági termelés csökkent, miközben az infláció hatalmas méreteket öltött. 2016. február 26-án az ország devizatartaléka 13,5 milliárd dollár volt, amely már 17 éves mélypontnak számított. Ez évben, 2016-ban az infláció már világszinten a legmagasabb volt. A globális gazdasági versenyképességi indexen Venezuela 2016-ban 138 ország közül a 130. helyre került, majd 2017-ben a 180 ország közül az utolsó előtti helyre. Az élelmiszerboltokban áruhiány alakult ki, nagyon sokan elvesztették a munkájukat, aki tehette, a szomszédos országokba, főleg Kolumbiába menekült.
Venezuela „egykor Dél-Amerika legjómódúbb országai közé tartozott”, de
2024-ben a venezuelaiak közel 82 százaléka szegénységben él, 53 százalékuk pedig mélyszegénységben, akik még az alapvető élelmiszereket sem tudják megvenni. A gazdaság jelentős része a külföldről származó hazautalásoktól függ.

### Gazdasági adatok
A GDP összetétele szektoronként, 2014-ben: mezőgazdaság: 3,8%, ipar: 35,4%, szolgáltatások: 60,8% 
Az ország gazdasági adatai 2010-2018 között:

| Év            | GDP (milliárd US$ PPP) | GDP per fő (US$ PPP) | GDP változás (reál) | Infláció | Munkanélküliség (hivatalos) | Államadósság (GDP %-ban) |
| ------------- | ---------------------- | -------------------- | ------------------- | -------- | --------------------------- | ------------------------ |
| 2010          | 470.6                  | 16,776               | 1.5%                | 28.2%    | 8.5%                        | 36.5%                    |
| 2011          | 500.3                  | 17,286               | 4.2%                | 26.1%    | 8.2%                        | 50.6%                    |
| 2012          | 538.2                  | 18,327               | 5.6%                | 21.1%    | 7.8%                        | 58.1%                    |
| 2013          | 554.2                  | 18,607               | 1.3%                | 43.5%    | 7.5%                        | 72.3%                    |
| 2014          | 542.2                  | 17,951               | 3.9%                | 57.3%    | 6.7%                        | 63.5%                    |
| 2015          | 514.0                  | 16,786               | 6.2%                | 111.8%   | 7.4%                        | 31.9%                    |
| 2016          | 434.9                  | 14,016               | 16.5%               | 254.4%   | 20.6%                       | 31.3%                    |
| 2017          | 380.7                  | 12,113               | 14.0%               | 1087.5%  | 27.1%                       | 34.9%                    |
| 2018 (becsl.) | 331.0                  | 10,399               | 15.0%               | 13864.6% | 33.4%                       | 162.0%                   |

### Gazdasági ágazatok
- Mezőgazdaság

A növénytermesztést a kakaó, dohány, kávé, banán és cukornád termesztése képviseli. Az ország jelentős részén szarvasmarha és kecske tenyésztése folyik.
- Ipar, bányászat

Az ország földje kőolajban, vasércben, gyémántban és bauxitban igen gazdag. Iparának gerincét a kőolaj-feldolgozás, a nehézipar (vaskohászat, alumíniumkohászat) és a gépgyártás adja.

### Külkereskedelem
Legfőbb kereskedelmi partnerei 2017-ben:
- Export:  USA 34,8%,  India 17,2%,  Kína 16%, Holland Antillák 8,2%, Szingapúr 6,3%, Kuba 4,2%
- Import:  USA 24,8%,  Kína 14,2%, Mexikó 9,5%
- Exporttermékek: kőolaj, bauxit, alumínium, acél, vegyipari termékek, mezőgazdasági termékek, alapvető iparcikkek
- Importtermékek: nyersanyagok, gépek, berendezések, közlekedési eszközök, építőanyagok

## Közlekedés

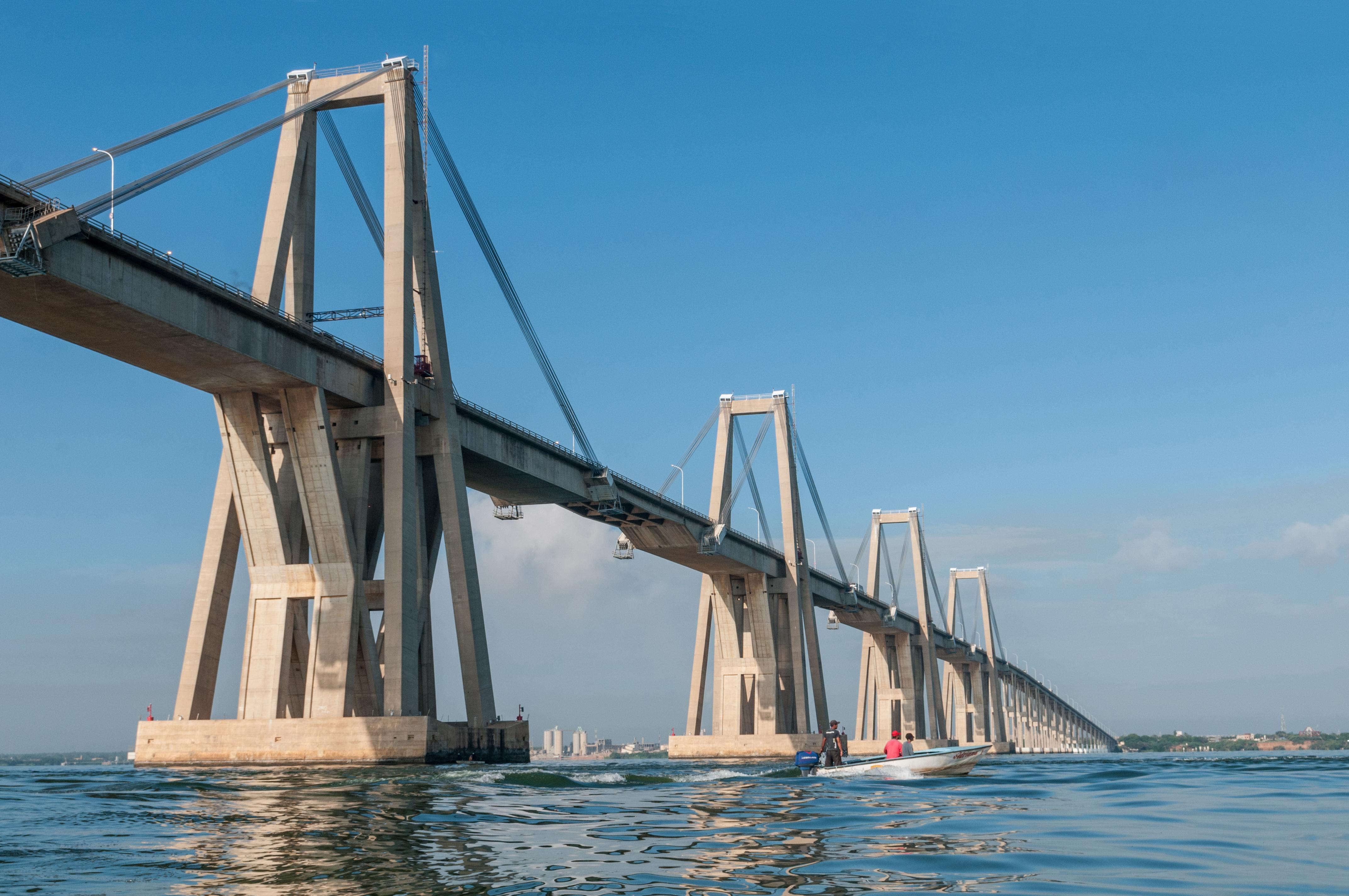
Híd Maracaibónál

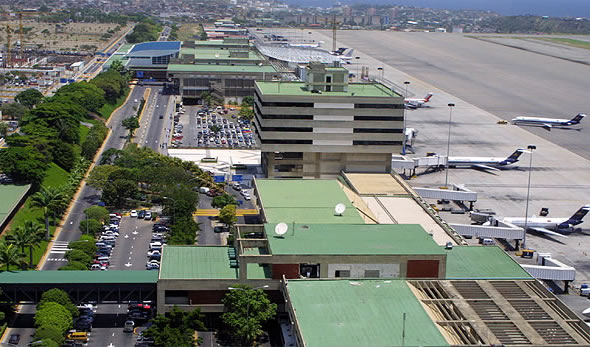
Simón Bolívar-repülőtér, Maiquetía, Caracas

### Szárazföldi közlekedés
- Vasúthálózat hossza: 682 km.
- Közúthálózat hossza: 96 155 km.

### Vízi közlekedés
Kikötők száma: 13.

### Légi közlekedés
- Repülőterek száma: 127 (a legjelentősebb Caracas nemzetközi repülőtere).

## Telekommunikáció
| Hívójel prefix | YV-YY, 4M |
| ITU zóna       | 12        |
| CQ zóna        | 9         |

## Kultúra
Sok más dél-amerikai országtól eltérően Venezuelában nincsenek nyomai a nagy, Kolumbusz előtti civilizációknak, ám az őslakos indiánok hatása még mindig nagy a kultúrában, a vallásban és a folklórban is. A Maracaibo és Caracas között elterülő hegyekben például a római katolikus vallás és a pogányság különös elegye terjedt el.
Maracaibótól északra, a Venezuelai-öböl partján élnek a paraujanok, akik cölöpökre építik a házaikat. Az ország is ezekről a házakról kapta a nevét.
Az északnyugati országrészben a Guajira-félsziget őslakosai önálló nemzetnek tekintik magukat és nagyrészt hagyományos életmódjukat folytatják. A férfiak, ha látogatóba mennek, tollakkal díszített fejpántot öltenek, az asszonyok pedig állandóan hosszú, bő, fekete vagy mintás pamutköpenybe burkolóznak.
Az Orinoco folyó felső szakaszait övező esőerdők indián törzsei kultúrája semmit nem változott a kőkorszak óta.
A llanók a venezuelai vadnyugat, ahol a llaneróknak nevezett marhapásztorok a végtelen pusztaságban terelgetik csordáikat. Ők táncolják a nemzeti táncot, a joropót is.

### Kulturális intézmények
könyvtárak, múzeumok, zenei intézmények

#### Kulturális világörökség
A kulturális világörökség része:
- Coro városa és kikötője;
- Ciudad Universitaria de Caracas (Caracas város egyeteme).

### Művészetek
- Képzőművészetek
- Irodalom
- Filmművészet

#### Építészet
Carlos Raúl Villanueva  a modern kor legfontosabb venezuelai építésze; ő tervezte Caracas egyetemvárosát és központi egyetemét (amely a világörökség része).

#### Zene és tánc
Venezuela mindig is a különböző kultúrák olvasztótégelye volt, és ez zenei stílusainak és táncainak gazdagságában és változatosságában is megmutatkozik. Jelen van a calipso, a bambuco, a fulía, a cantos de pilado de maíz, cantos de lavanderas, a sebucán és a maremare.
Az afro-venezuelai zenei hagyományok a legszorosabban a „fekete népszentek”, San Juan és Benito de Palermo ünnepeihez kapcsolódnak.
A nemzeti tánc a joropo , amely egyben zenei stílus is.
A gaita zuliana (gyakran csak „gaitának” nevezik) egy venezuelai népzenei (és néptánc) stílus.

### Gasztronómia
A venezuelai konyha európai (spanyol, francia, olasz és portugál), nyugat-afrikai és őslakos indián elemekből jött létre. A különböző régióknak is meg vannak a maguk kulináris hagyományai. A legfőbb alapanyagok kukorica, rizs, vaddisznóhús, jamgyökér, bab és különféle húsok. Gyakori köretek a venezuelai étrendben a  hagyma, a padlizsán, a tök, a spenót és a cukkini. Nélkülözhetetlen adalék az ají dulce nevű erőspaprika és a papelón nevű barnacukor. Venezuela híres a fehérsajtjairól. Minden régiónak van saját sajtspecialitása.

## Turizmus

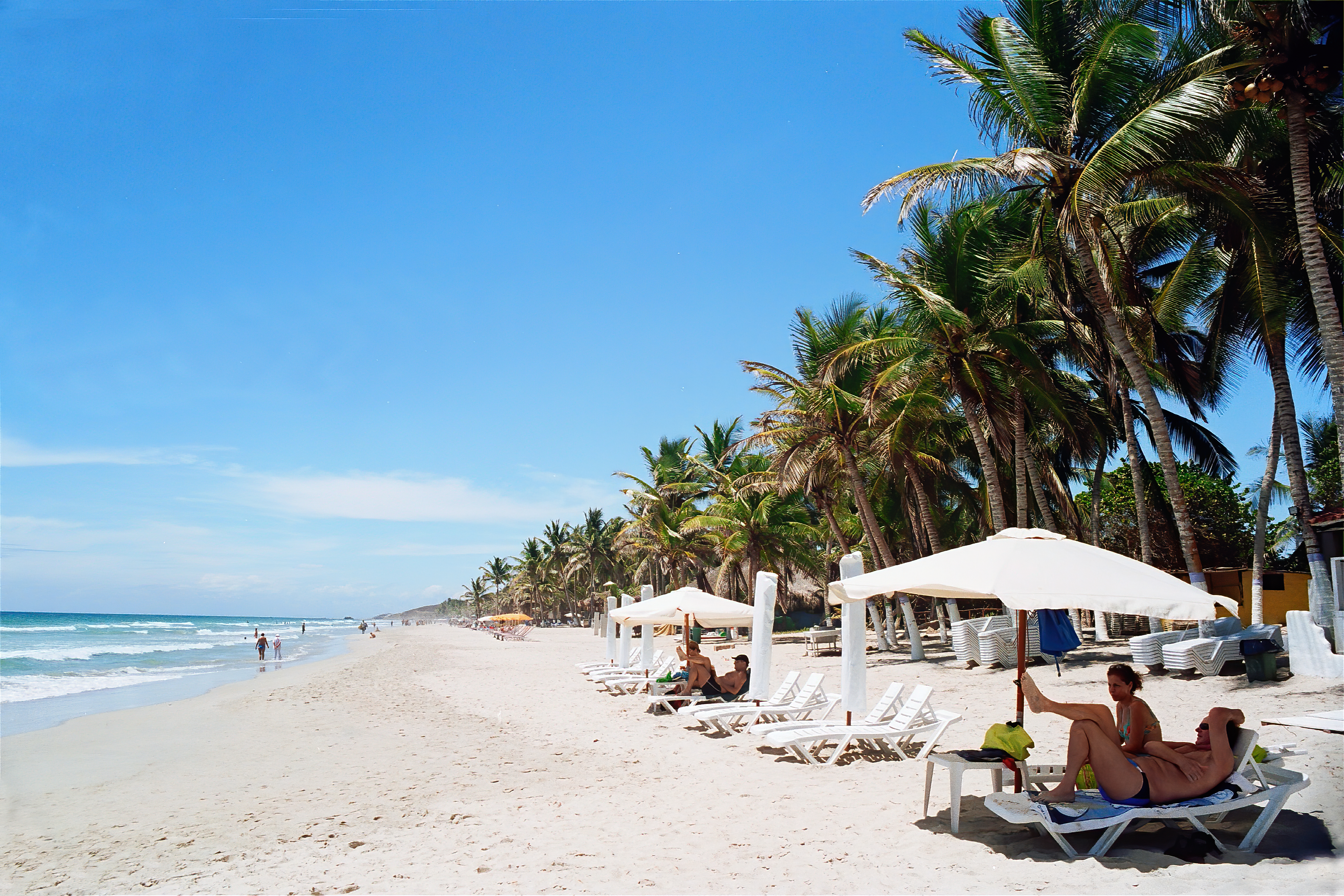
El Agua tengerpartja (Isla de Margarita)

Venezuela idegenforgalma jelentősen fejlődött 2000 után, különösen a kedvező földrajzi helyzete, a különböző tájegységek, a gazdag flórájának és faunájának köszönhetően, továbbá az egész évben élvezhető a kellemes trópusi éghajlata miatt.
Margarita szigete egyike az ország legfontosabb turisztikai célpontjainak.
A Los Roques-szigetcsoport apró szigetekből áll, amelyek szintén az ország egyik fő turisztikai látványosságát alkotják.
Mérida állam Venezuela egyik fő turisztikai központja. Kiterjedt szállodahálózattal rendelkezik az egész államban.

## Sportélete
A legnépszerűbb sportágak a baseball, a kosárlabda, a labdarúgás, a golf és a motorsportok. Venezuelai Formula–1-es pilóta volt Johnny Cecotto, valamint Pastor Maldonado, aki a 2012-es spanyol nagydíjon a Williams F1 színeiben hazája történetének első győzelmét aratta. Maldonado 2014-től 2015-ig volt a Lotus F1 Team pilótája, támogatója a PDVSA állami olajvállalat volt.
• Venezuelai labdarúgó-válogatott
• Venezuela az olimpiai játékokon

## Ünnepek
| Ünnep                    | Dátum          |
| ------------------------ | -------------- |
| Újév napja:              | január 1.      |
| Karnevál:                | február 19-20. |
| Nagycsütörtök:           | április 5.     |
| Nagypéntek:              | április 6.     |
| A felszabadulás napja:   | április 29.    |
| Munka ünnepe:            | május 1.       |
| A carabobói csata napja: | június 24.     |
| Függetlenség napja:      | július 5.      |
| Bolivár napja:           | július 24.     |
| Kolombusz napja:         | október 12.    |
| Karácsony:               | december 25.   |